# Provincia de Tekirdağ
Tekirdağ es una de las 81 provincias de Turquía, situada en el noroeste del país, en la parte europea. Incluye la ciudad de Tekirdağ, conocida como Rhaedestos durante el Imperio bizantino. Es célebre por la bebida alcohólica anisada denominada "rakı", bebida nacional de Turquía. 
- Superficie: 6.345 km²
- Población (2012): 852,321 habitantes.
- Densidad de población: 98,28 hab./km²